# See You
«See You» (en español, Verte) es el cuarto disco sencillo del grupo inglés de música electrónica Depeche Mode, lanzado en 1982 en 7 y en 12 pulgadas, incluido al poco en su álbum A Broken Frame, del cual sería a su vez el primer sencillo.
See You es la primera canción compuesta por Martin Gore para Depeche Mode sin la presencia de Vince Clarke, quien los abandonó poco después de su álbum debut. Cuando se dio a conocer se convirtió en el tema más exitoso que hasta ese momento habían tenido, lo cual animó a Gore para concretar pronto un nuevo disco compuesto totalmente por él, y aunque del álbum A Broken Frame él mismo ha llegado a hacer comentarios poco halagüeños sentó las bases de lo que sería el sonido de Depeche Mode con Martin Gore a la cabeza de las composiciones.
Como lado B apareció el tema Now This is Fun también de Gore, y que después se incluyó en el EP People Are People de 1984. La versión larga del sencillo en 12 pulgadas fue la que se incluyó en el álbum A Broken Frame.

## Descripción
See You sería el primer tema compuesto por Martin Gore para Depeche Mode, como autor principal y único en esa época tras la inesperada salida de Vince Clarke apenas acabada la promoción de su primer material.
See You era uno de los temas de Gore escritos en su adolescencia, sin embargo en palabras del propio Clarke (en el DVD del disco The Best of Depeche Mode Volume 1) trabajaron tanto en ella que acabó siendo algo por completo distinto a lo que habría sido originalmente. Está realizado con una base electrónica simplista de sonido pulsante, triste y acongojado, en la cual aparentemente reside su atractivo.
El comentario reveló que Clarke conocía el tema aún antes de haber salido del grupo, sobre su no producción para el álbum debut de DM, simplemente se desconoce el motivo, aunque aparentemente fue justo su lírica mucho más melancólica, pues el mismo Clarke en algunas declaraciones posteriores tras su abandono del grupo afirmó que a su gusto el sonido de Depeche Mode se había vuelto “muy oscuro”.
Ciertamente el tema See You sentó de muchos modos el sonido posterior de casi la totalidad de canciones de Martin Gore para Depeche Mode, y aun dentro del álbum A Broken Frame, que como defecto divagó mucho entre el experimentalismo y la melancolía sin explicación, fue la más lograda con su afligida propuesta pidiendo verte, aunque su influencia sería evidente hasta el plazo mediato en discos como Some Great Reward, Black Celebration o incluso Violator, pues See You fue el primer ejercicio realmente nostálgico y sin concesiones, mientras la misma música electrónica no era sólo un artificial acompañamiento sino una ambientación triste por sí sola con su melodía rítmica, sin una particular destreza en el teclado pero habiendo cuidado mucho que sonara también melódica, lo cual posteriormente llevaría a Depeche Mode a extremos de sofisticación estilística en sus musicalizaciones, lo cual en ese momento no se esperaba de un “grupo de tecno”.
La canción fue popular durante años para DM, y aunque salió de sus conciertos, es el inevitable referente de aquella época de reinvención para el grupo, en la cual Dave Gahan cantando con tristeza repite una y otra vez con sus compañeros “Todo lo que quiero es verte”.

## Lado B
El tema presentado como lado B fue la canción Now This is Fun, un ejercicio mucho más sintético que la propia See You, aunque con un realzado efecto de percusión, lo cual muy poco después sería capitalizado en todo el álbum Construction Time Again y su discurso de música industrial.
Now This is Fun es una función íntegramente sintetizada con una letra pretenciosa pero simplista, con un teclado reprocesado con imperceptible efecto de vacío como hecho para un filme de ciencia ficción y sonidos varios que vuelven la musicalización bastante dramática, y como era normal en esa época con coro de los tres integrantes.
Debido a las limitaciones de repertorio en aquella época, como era habitual en esos años para DM, Now This is Fun también se incorporó durante conciertos, aunque también influyó en el aspecto de que varios de los temas posteriores de sonido más acentuadamente sintético se publicarían del mismo modo como lados B de sencillos y no como pistas de álbumes.

## Formatos
En disco de vinilo
7 pulgadas 7Mute18  See You
| Lado A |           |          |  |
| N.º    | Título    | Duración |  |
| 1.     | «See You» | 3:51     |  |

| Lado B |                    |          |  |
| N.º    | Título             | Duración |  |
| 1.     | «Now, This is Fun» | 3:16     |  |

12 pulgadas 12Mute18  See You
| Lado A |                               |          |  |
| N.º    | Título                        | Duración |  |
| 1.     | «See You» (versión extendida) | 4:48     |  |

| Lado B |                                        |          |  |
| N.º    | Título                                 | Duración |  |
| 1.     | «Now, This is Fun» (versión extendida) | 4:40     |  |

12 pulgadas Sire29957-0  See You
En los Estados Unidos See You se publicó sólo en 12 pulgadas, con el tema The Meaning of Love, también del álbum A Broken Frame, como uno de los lados B.
| Lado A |                                        |          |  |
| N.º    | Título                                 | Duración |  |
| 1.     | «See You» (versión extendida)          | 4:50     |  |
| 2.     | «Now, This is Fun» (versión extendida) | 4:45     |  |

| Lado B |                                        |          |  |
| N.º    | Título                                 | Duración |  |
| 1.     | «The Meaning of Love» (Fairly Odd Mix) | 4:59     |  |
| 2.     | «See You»                              | 3:55     |  |

CD 1991
En 1991, See You se publicó en formato digital de CD dada su inclusión en la colección The Singles Boxes 1.3 de ese año.
| CDMute18 See You |                                        |          |  |
| N.º              | Título                                 | Duración |  |
| 1.               | «See You» (versión extendida)          | 4:49     |  |
| 2.               | «Now, This is Fun»                     | 3:23     |  |
| 3.               | «Now, This is Fun» (versión extendida) | 4:42     |  |

## Vídeo promocional
"See You'" fue dirigido por Julien Temple y su mayor novedad es la aparición de Alan Wilder como "un tecladista" de fondo en una de sus escenas, quien acabaría integrándose al grupo poco después de concluir la promoción de A Broken Frame.
De los cuatro vídeos menos gustados por DM, éste es al que menos desagrado le mostraron con el tiempo, es por ejemplo el único del cual se tomaron imágenes para el videomontaje del tema "Martyr" en 2006. Es un cortometraje con David Gahan vestido del modo como acostumbraba en aquella época, con pantalón formal de pinzas, chamarra  y moño, quien entra a una cabina telefónica y comienza a cantar, pasa a una tienda de discos y a una máquina de fotografías instantáneas, como buscando algo o a alguien lamentándose todo el tiempo "todo lo que quiero es verte".
De cualquier modo, los miembros siempre fueron renuentes al resultado visual del concepto y con los años fue casi completamente olvidado, ni siquiera se incluyó en la colección de 1985 Some Great Videos.
Hasta Video Singles Collection de 2016, 34 años después de su publicación, el vídeo de "See You" se incluyó por primera vez en un lanzamiento oficial de DM.

## En directo
La canción sería protagonista de una gira, el See You Tour, siendo así el único disco sencillo de DM que por sí solo ha generado un tour, o por lo menos en darle nombre, aunque continuaría siendo interpretada con preponderancia durante las giras Broken Frame Tour, Construction Tour y Some Great Tour.
Now This is Fun aparecería en el correspondiente See You Tour y después en el Construction Tour, por su anticipada forma de función industrial.